# باشگاه فوتبال النصر (بنغازی)
باشگاه فوتبال النصر بنغازی (انگلیسی: Al-Nasr SC) یک باشگاه فوتبال در شهر بنغازی، لیبی است.
این باشگاه که در سال ۱۹۵۴ تاسیس شده سابقه ۲ قهرمانی در لیگ برتر فوتبال لیبی و ۳ قهرمانی در جام حذفی فوتبال لیبی را در کارنامه دارد.